# Політ у Другу світову
«Політ у Другу світову» (англ. Flight World War II) — американський науково-фантастичний фільм 2015 року про пасажирський літак, який випадково подорожує в часі і опиняється у 1940 році.

## Сюжет
З Далласа в Париж рейсом №42 вилітає Boeing 757. Раптово він потрапляє в грозовий фронт, після проходження якого виявляється, що літак втратив зв'язок з диспетчером. Зник також супутниковий зв'язок, через що на літаку працює лише аналоговий радар. Спроба зорієнтуватися в просторі, зменшивши висоту польоту, призводить до того, що літак опиняється у самому центрі бойових дій. Два історики, що перебувають на борту літака, роблять неймовірний висновок, що літак пролітає над Францією у червні 1940 року під час Другої світової війни.
На літаку серед пасажирів розпочинається паніка і безлад, який вдається пригасити завдяки двом військовослужбовцям, пасажирам цього літака. Капітанові Стронгу вдається зв'язатися з радистом британської армії Найджелом Шеффілдом, який підтверджує, що події відбуваються у червні 1940 року, і повідомляє, що під час Дюнкерської евакуації союзники вже втратили півмільйона військовослужбовців, з чого на літаку стає зрозумілим, що вони потрапили в альтернативне минуле. У цьому альтернативному минулому у німців вже є реактивний літак Me 262 з ракетами «повітря — повітря», а британці безнадійно їм поступаються і ще не мають радарів.
Успішно уникаючи атак німецьких винищувачів, пасажири авіалайнера вирішують передати британцям технологію радару, щоб вони могли успішно протистояти німцям і спрямувати історію у відомому напрямку. На критично малих залишках пального лайнер знов потрапляє в шторм, після чого благополучно сідає в Берліні.

## У ролях
| Актор           | Роль                   |
| --------------- | ---------------------- |
| Фаран Тахір     | капітан Вільям Стронг  |
| Роббі Кей       | капрал Найджел Шеффілд |
| Аквіла Золл     | Камерон Гікс           |
| Матіас Понсе    | Денієл Прентіс         |
| Альберто Баррос | Гектор                 |
| Адам Блейк      | Адам Крюгер            |
| Девід Кемпфілд  | Натан                  |